# Parc de Gerland
Der Parc de Gerland (auch Park des Zusammenflusses) ist eine ausgedehnte Grünfläche im Süden von Lyon auf einem ehemaligen Industriegelände., 

## Besonderheiten
Die Anlage wurde 1996 geplant und umfasst 80 Ha, die der Erholung, sportlichen Aktivitäten und der Entdeckung der Pflanzenwelt gewidmet ist. Mit den beiden ersten Bauphasen (2000 und 2006) wurde der Landschaftsarchitekt Michel Corajoud geauftragt. Die Bauaufsicht lag bei der Communauté urbaine de Lyon.
Park Gerland hat zwei Bereiche von 10 bzw. 2 Hektar, eine Reihe von Spielplätzen und abgetrennten Bereiche, einen Skatepark und einen botanischen Garten namens "Megaphorbiaie".
Da das Stadion von Gerland nebenan liegt, wurde in diesem Park 2007 und 2012 die Finalen der Meisterschaft im Bogenschießen ausgetragen.